# Sibutu
Sibutu est une localité de la province de Tawi-Tawi, aux Philippines. En 2015, elle compte 30 387 habitants.